# Oxyrrhepes meyeri
Oxyrrhepes meyeri is een rechtvleugelig insect uit de familie veldsprinkhanen (Acrididae). De wetenschappelijke naam van deze soort is voor het eerst geldig gepubliceerd in 1936 door Willemse.